# Baketamon
Baketamon vagy Baket ókori egyiptomi hercegnő a XVIII. dinasztia idején; III. Thotmesz lánya. Nevének jelentése: „Ámon szolgálóleánya”.
Megemlítik egy fajansz áldozati tárgyon, melyet Dejr el-Bahariban találtak és ma Bostonban található, ezen apja kártusa is rajta van; szintén említik szolgája, Amenmosze egy fapálcáján, mely ma Brooklynban van, és feltehetőleg az ő neve áll egy szkarabeuszon, melyet a British Museum őriz. Lehetséges, hogy ő az a hercegnő apja Deir el-Bahari-i Hathor-kápolnájában, akinek alakja az idősebbik Meritamon mögött áll, de a neve nem maradt fenn.